# Rua dos Bobos
Rua dos Bobos é um filme de ficção fantástica com 40 minutos de duração, dirigido e escrito por Julia Martins, estrelando Mariana Lima, Nilton Bicudo e Fernando Caruso, com a narração de Othon Bastos.

## Sinopse
Um prédio que será construído tirará a vista e sol de outro. A protagonista resolve procurar outro apartamento pra morar.